# Televizijski film
Televizijski film je izraz koji se rabi za svaki igrani film koji je napravljen u svrhu premijernog prikazivanja na TV-postaji ili TV-mreži.
Televizijski filmovi su evoluirali od televizijskih drama koje su u prvim desetljećima postojanja televizije emitirale uživo iz televizijskih studija, da bi ih kasnije zamijenili TV-drame snimljene na magnetoskopsku, odnosno filmsku vrpcu. Izraz TV-film se počeo rabiti u SAD 1960-ih zahvaljujući TV-mrežama koje su takva ostvarenja reklamirala kao filmove slične onima koje su se mogli gledati u kino-dvoranama.
Usprkos toga, TV-filmovi su u odnosu na obične igrane filmove bili dugo vremena inferiorni po pitanju formata slike (ograničene na omjer 4:3), proračuna, kao i sadržaja (u pravilu daleko manje količine seksa, nasilja i svake scene koja se smatrala previše uznemirujućom ili kontroverznom). Drugi ozbiljan nedostatak TV-filmova je bila dramaturška struktura podređena potrebi da se u film ubaci što je moguće više pauza za reklame.
Međutim, mnogi od njih su služili za obuku budućih velikih glumačkih i drugih talenata, a nekada po svojoj kvaliteti i bili ravni ili čak superiorniji kino-filmovima. Od takvih primjera je najpoznatiji Dvoboj Stevena Spielberga, koji je nakon premijere na američkoj televiziji 1970-ih bio distribuiran u europskim i svjetskim kinima.
1980-ih s razvitkom kablovske i satelitske televizije, odnosno televizijskih stanica specijaliziranih za filmski program (od kojih je najpoznatiji primjer HBO) se počinju stvarati posebni televizijski filmovi neopterećeni reklamama i uobičajenim cenzorskim standardima.
Prvi hrvatski televizijski film je Put u raj (1970.). Rađen je za program Televizije Zagreb.

## Povezani članak
- Direct-to-video